# شادترین روزهای زندگی‌های ما
«شادترین روزهای زندگی‌های ما» (به انگلیسی: The Happiest Days of Our Lives)، ترانه‌ای از گروه موسیقی پراگرسیو راک بریتانیایی پینک فلوید است. این ترانه در قالب آلبوم دیوار در سال ۱۹۷۹ عرضه شد.

## سرایش
زمان این آهنگ تقریباً ۱ دقیقه و ۵۲ ثانیه‌است که با صدای یک بال‌گرد در حال نزدیک‌شدن شروع می‌شود و بعد از آن صدای فریادی از مدیر مدرسه شنیده می‌شود. هنگامی که کیت باش سعی کرد تا صدای یک بال‌گرد مشابه را به بخش در حال محو شدن ترانه‌اش با عنوان «آزمایش چهارم» اضافه کند، مسئولان ضبط او از نسخه‌برداری این صوت طاقت‌فرسا عاجز بودند، در نتیجه از راجر واترز درخواست نوار اصلی را کردند و واترز نیز این درخواست را با شرط ذکر شدن این مورد در بخش کردیت‌ها پذیرفت. پس از آن، افکت‌های صدایی به طور ناگهانی برای آغاز بخش با متن ترانه قطع می‌شود. در طی بیشتر این ترانه، ساز اصلی، گیتار بیس همراه یک افکت تأخیری افزوده‌شده‌است و در طی متصل‌شدن به «آجری دیگر در دیوار، بخش دوم»، درام‌های قوی و صداهای پس‌زمینه وجود دارد.
در آلبوم، «شادترین روزهای زندگی‌های ما»، به شیوه‌ای سرراست به ترانهٔ «آجری دیگر در دیوار، یخش دوم» با یک صدای بلند و بسیار زیر جیغ راجر واترز پیوند می‌خورد (این بخش بعداً در ترانهٔ «بدو بزن به چاک» بازپخش می‌شود). به خاطر این اتصال سرراست، بسیاری از ایستگاه‌های رادیویی، این ترانه‌ها را یکی پس از دیگری پخش می‌کردند.
در فیلمی که بر اساس آلبوم ساخته شد، صدای در آغاز آهنگ به عنوان صوت نزدیک‌شونده از یک قطار واردشونده به یک تونل بزرگ به نسبت صدای بال‌گردی که در آلبوم شنیده می‌شود، تجسم می‌شود. بر اساس گفتهٔ جرالد اسکارف، قرار بود که یک عروسک خیمه‌شب‌بازی از معلم در پایان تونل در فیلم قرار گیرد. الن پارکر تصاویری از آن گرفت، اما به کار نیامد، بنابراین آن‌ها از بازیگری که نقش معلم را ایفا کرد، برای اجرای صحنه استفاده کردند.

## داستان و مفهوم
مانند سایر آهنگ‌های دیوار، «شادترین روزهای زندگی‌های ما»، بخشی از داستان زندگی پینک، شخصیت اصلی آلبوم، را بیان می‌کند. پینک به یک مدرسهٔ اداره‌شده به وسیلهٔ معلمان بسیار سخت‌گیر و معمولاً خشن فرستاده می‌شود.
وقتی بزرگ شدیم و به مدرسه رفتیم،
معلمان شناخته شده‌ای در مدرسه بودند
که هر طور می‌توانستند به بچه‌ها آسیب می‌رساندند
با خالی کرده عقده‌هایشان روی هر کاری که می‌کردیم،
و برملا کردن نقاط ضعفی که با مهارت پنهانشان کرده بودیم.
اما در شهر همه می‌دانستند زمانی که شب به خانه برمی‌گشتند،

همسران چاق و روانیشان، آنها را در هر اینچ از زندگیشان، آزار می‌دادند.
این آهنگ مشخصا به چرخه بازتولید خشونت می‌پردازد، معلم خشمگین که زورش به همسرش نمی‌رسد، خشم خود را روی بچه‌های مدرسه خالی می‌کند و هرکدام از بچه‌ها، این خشونت و تحقیر را به نوعی در آینده به جامعه برمی‌گردانند. (مانند پینک که در آهنگ One of my turns خشم خود را روی دختری که به اتاق هتلش آورده، خالی می‌کند.)
در ضمن این که نام این آهنگ، نیش و کنایه دارد به این که دوران مدرسه و کودکی، باید شادترین دوران زندگی انسان باشد، اما با کارهایی که معلم‌ها می‌کردند، این دوران مدرسه را به دورانی تلخ و غمگین برای بچه‌ها تبدیل کرده‌اند.

## نسخهٔ فیلمی
پینک و دو دوستش به طرف ریل قطار پایین می‌روند تا دو گلوله را روی ریل کار گذارند و انفجار حاصل از ردشدن قطار روی گلوله‌ها را ببینند و مهمات را مشتعل کنند. پینک که خودش را در کنار دیوار تونل قرار می‌دهد، مشاهده می‌کند که واگن‌های قطار از انسان‌های ناشناخته پر شده‌است و معلمش را در دیگر سوی تونل مشاهده می‌کند که به پینک فریاد می‌کشد و از او می‌خواند که تنها بایستد. در صحنهٔ بعدی، که در مدرسهٔ پینک رخ می‌دهد، معلم می‌فهمد که پینک شعری را نوشته‌است که شامل متن‌هایی از «پول» از آلبوم نیمه تاریک ماه است و به عنوان مجازات، پینک را با بلند خواندن شعرش به همهٔ کلاس مسخره می‌کند و دستش را با یک خط‌کش می‌زند. صحنهٔ بعد، معلم را در خانه‌اش نشان می‌دهد که به اجبار قطعه‌ای از گوشت سفت را در هنگام شام به دستور خاموش زنش می‌خورد. برای این‌که خود را از این فکر رها کند، روز بعد، معلم با کمربندی به کفل یک بچه می‌زند.

## افراد
- دیوید گیلمور - گیتارها[۳]
- نیک میسن - floor tom, snare and kick drum[۴]
- راجر واترز - بیس با تأخیر،[۴] خواندن‌های اصلی،[۴] خواندن‌های پس‌زمینه[۴]
- جیمز گاتری - hi-hat and choke cymbal[۴]